# Acanthodoxus machacalis
Acanthodoxus machacalis là một loài bọ cánh cứng trong họ Cerambycidae.